# Epigynopteryx craspigonia
Epigynopteryx craspigonia är en fjärilsart som beskrevs av George Francis Hampson 1909. Epigynopteryx craspigonia ingår i släktet Epigynopteryx och familjen mätare. Inga underarter finns listade i Catalogue of Life.